# Astrocaryum aculeatum

Astrocaryum aculeatum - MHNT

Astrocaryum aculeatum G.Mey.1818 es una palma nativa de la Amazonia, la cuenca del Orinoco y de Trinidad y Tobago. Se conoce con el nombre de tucumã o tucumá. En Venezuela, recibe los nombres comunes de cumare, alcoyure o acaguru.

## Descripción
El tronco es solitario de 15 a 28 m de altura y 30 a 35 cm de diámetro, con espinas negras de 15 cm de largo. La corona tiene de 16 a 20 hojas erectas en forma de abanico, con raquis de 4,5 a 5,5 m de longitud, con 60 a 150 pares de pinnas cada una. Inflorescencia erecta con pedúnculo de 1,5 m, dioica con flores de 3 pétalos color vino tinto. Frutos en racimos de a 250, obovoides, cada uno de 6 a 8 cm de largo con un pico en el ápice, por 4 a 5,5 cm de diámetro, color verde y al madurar amarillo, anaranjado o café; endocarpio de 5 por 3,5 cm con una semilla de 7 mm de espesor.

## Distribución y hábitat
En zonas bajas de tierra firme tanto en selvas húmedas como en bosque de galería en la Amazonia entre 100 y 500 m de elevación; ausente en gran parte de las zonas rocosas de Guainía. A menudo es plantada o conservada en las chacras. En el occidente de la Amazonia desde Venezuela hasta Perú  y el occidente de Brasil.
Crece en terrenos bien drenados a menos de 900 m s. n. m. Se propaga mediante semillas y frecuentemente es sembrada en huertos en asociación con otras plantas.

## Propiedades
La fruta del tucumá tiene un efecto geroprotector, antioxidante, antiinflamatorio, antimicrobiano y potencialmente antitumoral, por lo que podría tener potencial farmacológico, de acuerdo a estudios de la Universidad Federal de Santa María y de la Universidad del Estado del Amazonas.

## Usos

### Aceite
El fruto de tucumá se compone de un núcleo leñosa de color casi negro, que contiene una pasta de almendras blanco, semilla oleaginosa, muy duro y cubierto con una pasta de color amarillo-naranja, y poca consistencia aceitosa. Hay dos tipos de aceites son producidos por este fruto: el aceite de la pulpa externa y el aceite de las almendras.

### Industria cosmética

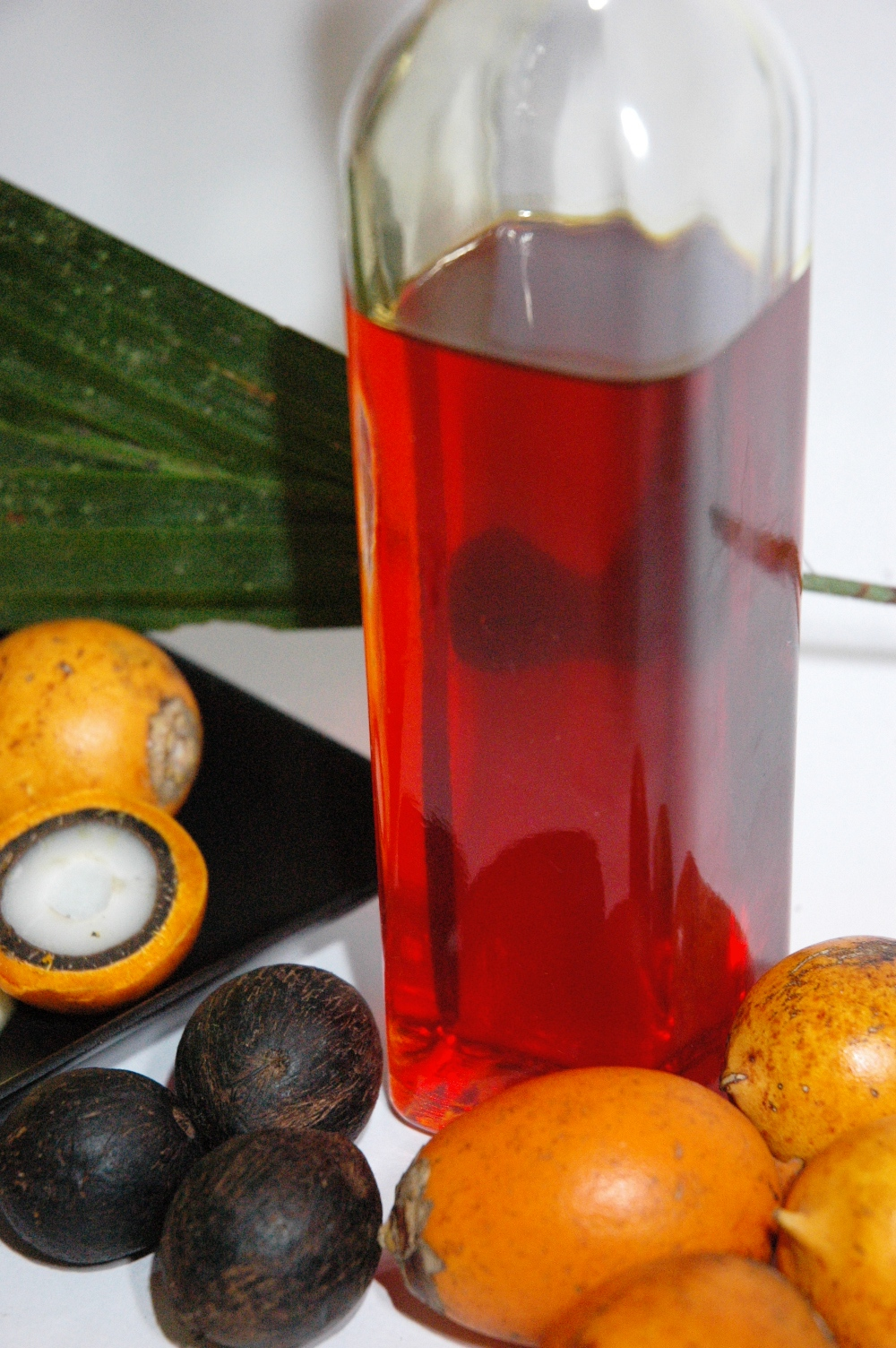
Aceite de tucumá

La pulpa de tucumá como aceite se utiliza para la fabricación de jabón. Por sus propiedades ricas en ácidos grasos omega 3,6 y 9, el aceite es muy utilizado en cosmética para la hidratación de la piel, lociones para el cuerpo y productos para el cabello dañado.
El aceite extraído de la pulpa contiene 25,6% de ácidos grasos saturados y ácidos grasos insaturados 74,4% compuestas de ácidos palmítico, esteárico, oleico, linoleico. Como es rica en ácidos grasos omega 3, 6 y 9, es una buena crema hidratante y se utiliza en cosméticos hidratantes de la piel, lociones corporales, y productos para el cabello dañado. También es un excelente emoliente que se extiende bien. El valor de betacaroteno (que es 180 a 330 miligramos / 100 g de aceite) se concentra más en el aceite que en la pulpa.

### Artesanía y gastronomía
Las fibras de los cogollos u hojas jóvenes son usadas para fabricar hamacas, chinchorros, redes de pesca, cestas, pulseras, cuerdas, arcos y otros artículos; con el raquis los indígenas fabrican flechas y con éste y las pinnas eventualmente hacen escobas. 
El mesocarpio del fruto y la semilla son comestibles. Del fruto se pueden hacer jugos y de la semilla se extrae aceite.

## Taxonomía
Astrocaryum aculeatum  fue descrita por Georg Friedrich Wilhelm Meyer y publicado en Primitiae Florae Essequeboensis . . . 265. 1818.
Etimología
Astrocaryum: nombre genérico  que deriva del griego astron = "estrella", y karion = "nuez", en referencia al patrón en forma de estrella de las fibras alrededor de los poros del endocarpio.
aculeatum: epíteto latino que significa "espinoso".
Sinonimia
- Astrocaryum chambira Burret
- Astrocaryum tucuma Mart.
- Astrocaryum aureum Griseb. & H.Wendl. in A.H.R.Grisebach
- Astrocaryum candescens Barb.Rodr.
- Astrocaryum princeps Barb.Rodr.
- Astrocaryum princeps var. aurantiacum Barb.Rodr.
- Astrocaryum princeps var. flavum Barb.Rodr.
- Astrocaryum princeps var. sulphureum Barb.Rodr.
- Astrocaryum princeps var. vitellinum Barb.Rodr.
- Astrocaryum jucuma Linden
- Astrocaryum manaoense Barb.Rodr.
- Astrocaryum macrocarpum Huber[12]